# Croix de cimetière de Monistrol-d'Allier
La croix de cimetière de Monistrol-d'Allier est une croix monumentale située en France sur la commune de Monistrol-d'Allier, dans la région Auvergne-Rhône-Alpes.

## Localisation
La croix monumentale est située dans le département français de la Haute-Loire, sur la commune de Monistrol-d'Allier, dans l'ancienne région administrative d'Auvergne.

## Historique
La croix, datant du XVe siècle, est constituée de granit pour le fût et de pierre noire sculptée pour la partie supérieure.

## Description
D'un côté, on observe la représentation de la Vierge tenant le corps du Christ sur ses genoux, tandis que de l'autre côté, le Christ est figuré en croix. À droite et à gauche, deux personnages sont sculptés sur les culs de lampe.
Les armoiries sont gravées sur le fût, représentant une coquille de pèlerinage traversée par un bâton.

## Protection
La croix est classée au titre des monuments historiques par arrêté du 26 septembre 1910.